# إنجيبورغ ماركس
إنجيبورغ ماركس هي منافسة ألعاب القوى بلجيكية، ولدت في 24 أبريل 1970 في هاسلت في بلجيكا.

## وصلات خارجية
- إنجيبورغ ماركس على موقع أوليمبيديا (الإنجليزية)